# Anglocatolicismo

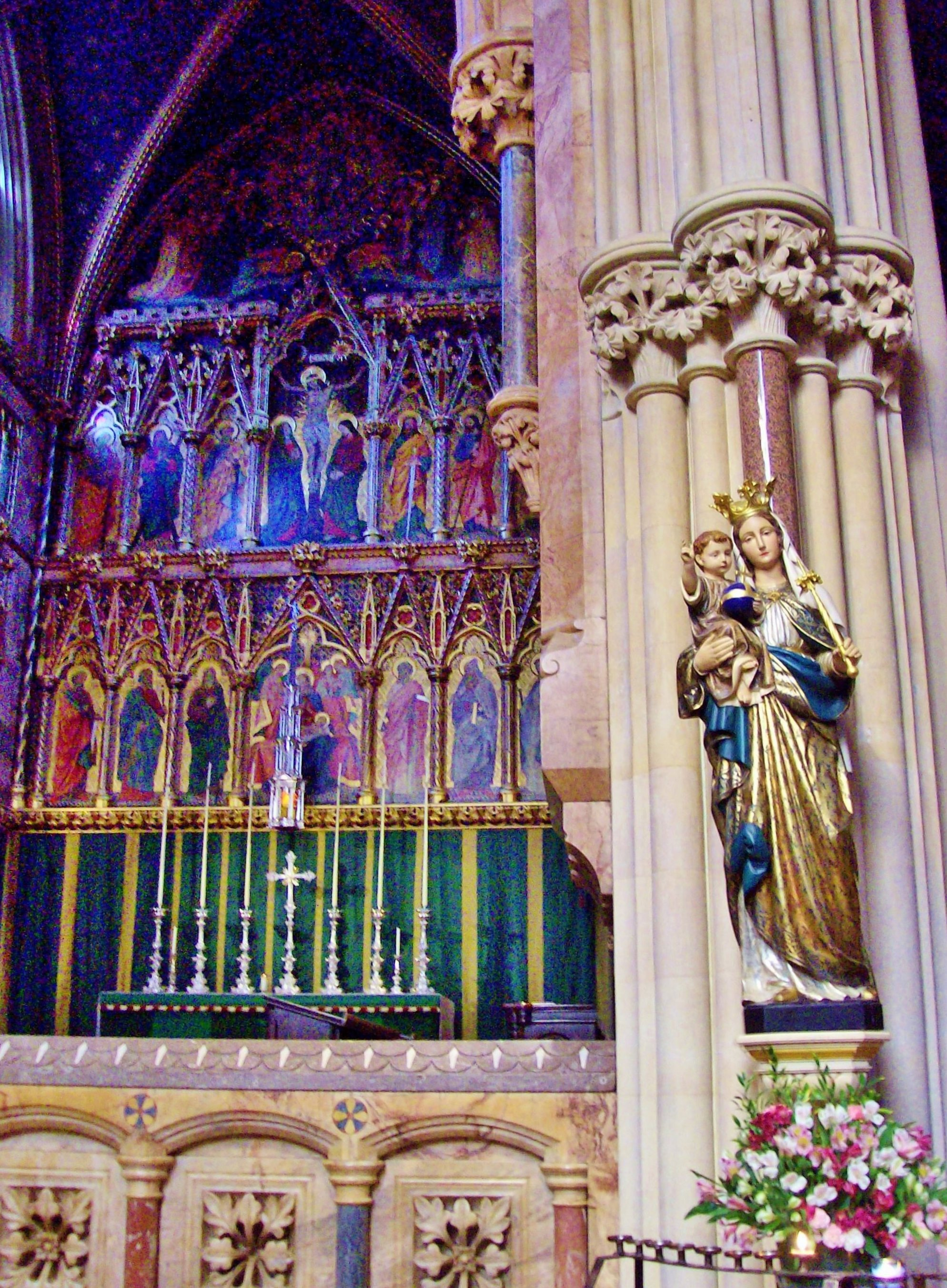
El presbiterio con la estatua de la Virgen y el Niño Jesús. en, una iglesia anglocatólica en Londres.

El anglocatolicismo, catolicismo anglicano o anglicanismo católico se refiere a personas, creencias y prácticas al interior del anglicanismo que subrayan la herencia e identidad católicas de las varias iglesias anglicanas.
El término anglocatólico surgió a principios del siglo XIX, a pesar de que ya habían existido movimientos que subrayaban la naturaleza católica del anglicanismo. Particularmente influyentes en la historia del anglocatolicismo fueron los divinos carolinos del siglo XVII y los líderes del movimiento de Oxford, que comenzó en la Universidad de Oxford en 1833 y marcó el inicio de un periodo de la historia anglicana conocido como el «Renacimiento Católico».
Una minoría de anglocatólicos, a veces llamados peyorativamente papistas anglicanos, se considera bajo la supremacía papal incluso si no están en comunión con la Iglesia católica romana. Estos anglocatólicos, especialmente en Inglaterra, a menudo celebran la misa según el rito romano contemporáneo y buscan la reunión con la Iglesia católica romana.
Asimismo, los miembros de los ordinariatos personales para anglicanos creados por el papa Benedicto XVI a veces son llamados informalmente «católicos anglicanos».

## Historia
Después de la aprobación del Acta de Supremacía y la ruptura de Enrique VIII con la Iglesia católica romana, la Iglesia de Inglaterra siguió adhiriendo a las enseñanzas tradicionales del catolicismo y en un comienzo no hubo cambios en la doctrina. Los Diez Artículos, publicados en 1536, constituyen los primeros artículos de fe oficiales del anglicanismo, la mayoría de los cuales estaban de acuerdo con las enseñanzas de la Iglesia de Inglaterra como habían sido antes de la Reforma protestante y defendían, entre otras cosas, la presencia real de Cristo en la Eucaristía, el sacramento de la Confesión, la intercesión de los santos y la oración por los muertos. La creencia en el Purgatorio, sin embargo, no se consideró esencial. A esto siguió, en 1537, El libro de los obispos, un esfuerzo común de numerosos clérigos y teólogos que —aunque sus inclinaciones no eran decididamente protestantes— mostraban alguna tendencia a las posiciones reformistas. El libro de los obispos fue impopular entre los sectores conservadores de la Iglesia y pronto disgustó también a Enrique VIII. Los Seis Artículos, aparecidos dos años después, se apartaron de todas las ideas reformistas y afirmaron enérgicamente las posiciones católicas en asuntos como la transubstanciación y la misa de difuntos. El Libro del rey, artículo oficial de religión escrito por Enrique VIII en 1543, también expresaba la teología sacramental católica y alentaba a orar por los muertos.
Un cambio mayor en la doctrina tuvo lugar en el reinado de Eduardo VI, que rechazó los Seis Artículos y bajo cuyo gobierno la Iglesia de Inglaterra se volvió más claramente protestante. Si bien las prácticas de la Iglesia y el enfoque de los sacramentos mostró una gran influencia de los reformistas continentales, se conservó la estructura episcopal. Luego de una breve reunificación durante el reinado de María I, la Iglesia de Inglaterra volvió a separarse de la Iglesia católica romana en el reinado de Isabel I, cuyo Estatuto religioso fue un intento por poner fin a las divisiones religiosas entre los cristianos ingleses, y se considera a menudo un acontecimiento importante en la historia anglicana, por haber sentado, en última instancia, las bases del concepto de «vía intermedia» del anglicanismo.
La naturaleza del anglicanismo original tendría gran importancia para los anglocatólicos del siglo XIX, quienes afirmarían que sus creencias y prácticas eran comunes durante este periodo e inofensivas para los primeros miembros de la Iglesia de Inglaterra.

### Losdivinos carolinos
Los divinos carolinos fueron un grupo de influyentes teólogos anglicanos del siglo XVII opuestos al calvinismo y al puritanismo que llamaron la atención sobre la importancia del gobierno episcopal, la sucesión apostólica y los sacramentos. También fueron partidarios de una liturgia (a veces anterior a la Reforma) y una estética elaboradas. Su influencia llevaría a un renacimiento del uso de las imágenes y estatuas en las iglesias, y sus obras inspirarían en gran medida a los líderes del renacimiento anglocatólico del siglo XIX.

### El Movimiento de Oxford
El movimiento anglocatólico moderno comenzó con el Movimiento de Oxford, a veces llamado «tractarianismo», durante la era victoriana.
A comienzos del siglo XIX, varios factores fueron causa de duda entre los feligreses de la Iglesia inglesa, entre ellos el declive de la vida eclesiástica y la proliferación de prácticas poco convencionales en la Iglesia de Inglaterra. En 1833, la actitud del gobierno británico de comenzar una reducción en la cantidad de obispados y arzobispados de la Iglesia de Irlanda inspiró un sermón de John Keble en la Iglesia Universitaria de Oxford, cuyo tema fue la «apostasía nacional». Este sermón marcó el comienzo de lo que se conocería como Movimiento de Oxford.
Su objetivo principal fue la defensa de la Iglesia de Inglaterra como una institución de fundación divina, la doctrina de la sucesión apostólica y el Libro de Oración Común como una «norma de fe». La idea principal era que el anglicanismo no era una denominación protestante, sino una rama de la Iglesia Católica histórica, junto a la Iglesia católica romana y las Iglesias ortodoxas. Afirmó que el anglicanismo había conservado la histórica sucesión apostólica de los sacerdotes y obispos y, en consecuencia, los sacramentos católicos. Una serie de noventa Tratados para los Tiempos promovieron estas ideas.
Los líderes principales del Movimiento de Oxford fueron John Keble, John Henry Newman y Edward Bouverie Pusey. El movimiento obtuvo un apoyo influyente, pero también sufrió el ataque de algunos obispos de la Iglesia y de los latitudinaristas de la Universidad de Oxford, partidarios de ajustarse a las prácticas oficiales de la Iglesia de Inglaterra, pero inclinadosa a creer que los asuntos de doctrina, práctica litúrgica y organización eclesiástica eran relativamente poco importantes. Al interior del Movimiento de Oxford, surgió gradualmente un grupo mucho menor que se inclinó a someterse a la supremacía de la Iglesia católica romana. En 1845, la Universidad censuró un tratado titulado El ideal de una Iglesia cristiana, y a su autor, el teólogo católico pro-romano W. G. Ward. En el año 1850, tuvo lugar una victoria del clérigo evangélico George Cornelius Gorham en una célebre acción legal contra las autoridades eclesiásticas. En consecuencia, algunos anglocatólicos fueron recibidos en la Iglesia católica romana, mientras otros, como Mark Pattison, abrazaron el anglicanismo latitudinarista, y todavía hubo aquellos que, como James Anthony Froude, se volvieron escépticos. La mayor parte de los adherentes al movimiento, sin embargo, permanecieron en la Iglesia de Inglaterra y el movimiento, a pesar de la hostilidad de la prensa y el gobierno, se extendió. Sus prácticas litúrgicas tuvieron gran influencia, así como sus logros sociales (entre ellos, los asentamientos en barrios marginales) y su promoción del monaquismo masculino y femenino en el seno del anglicanismo.

### Desarrollo reciente
Al menos desde la década de 1970, el anglocatolicismo se ha dividido en dos campos claramente diferentes, a lo largo de una fractura que tal vez puede rastrearse hasta la obra del obispo Charles Gore, en el siglo XIX.
El Movimiento de Oxford se había inspirado, en primer lugar, como reacción al liberalismo y el latitudinarismo; a favor de la fe tradicional de la «Iglesia Católica», definida en las enseñanzas de los Padres de la Iglesia y las doctrinas comunes de las Iglesias cristianas occidentales y orientales.
A causa del énfasis en la defensa de las tradiciones, hasta la década de 1970 la mayoría de los anglocatólicos se opusieron a desarrollos liberales como la ordenación de las mujeres. En la actualidad, los anglocatólicos «tradicionalistas» intentan mantener la tradición y la doctrina anglicana en línea con las de las Iglesias católica y ortodoxa. Con frecuencia se unen a los anglicanos evangélicos conservadores en la defensa de enseñanzas tradicionales como la moral sexual y el rol de las mujeres en la Iglesia. La principal organización de la Iglesia de Inglaterra opuesta a la ordenación de las mujeres, Forward in Faith, está compuesta sobre todo de anglocatólicos.
La obra de Gore, sin embargo, marcada por la alta crítica del protestantismo liberal, allanó el camino a una forma alternativa de anglocatolicismo influenciada por la teología liberal. De esta forma, en los últimos años muchos anglocatólicos han aceptado la ordenación de las mujeres, el uso del lenguaje inclusivo en las traducciones de la Biblia y la liturgia, y han asumido actitudes progresistas hacia la homosexualidad y el matrimonio igualitario. Estos anglicanos a menudo se refieren a sí mismos como «católicos liberales». Affirming Catholicism y la Sociedad de Sacerdotes Católicos representan la forma más «progresista» o «liberal».
Una tercera corriente del catolicismo anglicano es crítica tanto con respecto a elementos del liberalismo como del conservadurismo, inspirándose en su lugar en la Nueva Teología católica romana del siglo XX, especialmente en Henri de Lubac. Este movimiento rechazó el predominio del tomismo y el neoescolasticismo en la teología católica, y defendió en cambio un «regreso a las fuentes» de la fe cristiana (las Sagradas Escrituras y la Patrística), mientras permanecía abierto al diálogo con el mundo contemporáneo sobre asuntos de teología. John Milbank y otros partidarios de esta corriente han sido agentes en la creación del movimiento ecuménico (aunque predominantemente anglicano y católico romano) conocido como Ortodoxia radical.
Algunos anglocatólicos tradicionalistas han abandonado el anglicanismo oficial para formar iglesias del Movimiento Anglicano de Continuación, como la Iglesia Católica Anglicana y la Comunión anglicana tradicional. Otros, como Ann Widdecombe, han abandonado totalmente el anglicanismo por las Iglesias católica u ortodoxa, por creer que los cambios liberales de doctrina en las iglesias anglicanas han ido demasiado lejos.

### Ordinariatos anglicanos
A fines de 2009, como respuesta a varios grupos de anglicanos del mundo insatisfechos con los movimientos liberales en el seno de la Comunión anglicana, el papa Benedicto XVI emitió la constitución apostólica Anglicanorum Coetibus. Este documento invita a los grupos de anglicanos tradicionalistas a formar parte de los llamados «ordinariatos anglicanos» u «ordinariatos personales para anglicanos», bajo la jurisdicción eclesiástica de la Santa Sede, conservando elementos de la liturgia, la música, la teología y otros aspectos del patrimonio anglicano. En estos términos, los grupos regionales de anglicanos católicos pueden dirigirse a la Santa Sede para que los reciba bajo la jurisdicción de un ordinario (v. gr., un obispo o sacerdote) designado por Roma para supervisar la comunidad. Aun cuando se encuentre en un país o región con presencia de la Iglesia Latina, estos ordinarios deberán conservar los aspectos del patrimonio anglicano, como el matrimonio de los sacerdotes y la música coral y la liturgia tradicionales. Habida cuenta de que las constituciones apostólicas se encuentran en el máximo nivel de la legislación papal y no tienen límite de tiempo, la invitación es abierta indefinidamente.
Algunos han encontrado paralelismos con las Iglesias católicas orientales. Sin embargo, a pesar de que existen algunas similitudes, los ordinariatos para anglicanos son parte de la Iglesia Latina sui iuris en la Iglesia Católica, como antes de la ruptura con Roma que siguió al reinado de María I, y su uso anglicano es una (variante) del rito romano.
El primer ordinariato anglicano, conocido como Ordinariato personal de Nuestra Señora de Walsingham, se estableció el 15 de enero de 2011 en el Reino Unido. El segundo, conocido como Ordinariato personal de la Cátedra de San Pedro, se estableció el 1 de enero de 2012 en Estados Unidos. Las parroquias del rito anglicano existentes en Estados Unidos desde la década de 1980, integraron una parte del primer ordinariato anglicano de América del Norte; estas parroquias ya se encontraban en comunión con Roma y usan liturgias anglicanas modificadas con la aprobación de la Santa Sede. A estas se unieron otros grupos y parroquias de episcopalianos y algunos otros anglicanos. Un tercer ordinariato personal, conocido como Ordinariato personal de Nuestra Señora de la Cruz del Sur, se estableció el 15 de junio de 2012 en Australia.

## Prácticas y creencias

### Teología
Históricamente, los anglocatólicos han tenido la mayor consideración «a la tradición de la Iglesia primitiva, única, cuya autoridad vieron como derivada de las Escrituras. Volvieron a poner énfasis en la historia y forma institucional de la Iglesia. El anglocatolicismo era emocionalmente intenso, y, sin embargo, aspectos de la Iglesia anterior a la Reforma llamaron su atención, como el renacimiento de las órdenes religiosas, la reintroducción del lenguaje (...) el simbolismo del sacrificio eucarístico», y «el renacimiento de la confesión privada. Su espiritualidad era evangélica, pero su contenido y forma era de la Alta Iglesia». Al mismo tiempo, los anglocatólicos afirmaron que «el catolicismo romano ha corrompido el ritualismo original; y ella [la Iglesia anglicana] afirma que el ritualismo presente en ella es un renacimiento de la pureza del ritualismo original de la Iglesia Católica». La espiritualidad de los anglocatólicos se inspira en gran medida en las enseñanzas de la Iglesia primitiva, además de los divinos carolinos. Matthew Parker, arzobispo de Canterbury, publicó en 1572 De Antiquitate Britannicæ Ecclesiæ, una genealogía de la Iglesia anglicana, afirmando «que la primitiva Iglesia británica se distinguía del catolicismo romano en puntos claves, y de este modo suministraba un modelo alternativo para el cristianismo patrístico», punto de vista repetido por muchos anglocatólicos como Charles Chapman Grafton, obispo de la diócesis de Fond du Lac. Asimismo, los anglocatólicos sostuvieron que las iglesias anglicanas habían mantenido el catolicismo y apostolicismo». En el mismo sentido, pusieron énfasis en las doctrinas de la sucesión apostólica y el triple orden, afirmando que se conservaron en la Iglesia anglicana luego de la Reforma anglicana.
De acuerdo con la Iglesia ortodoxa y las Iglesias ortodoxas orientales, los anglocatólicos —junto a los católicos antiguos y los luteranos— apelaron en general al canon (o regla) de san Vicente de Lerins: «Lo que se ha creído en todas partes, siempre y por todos es verdadera y propiamente católico».
Los Treinta y nueve artículos anglicanos distinguen entre los conceptos anglicano y católico romano de doctrina: desde el punto de vista de los anglocatólicos, los Treinta y nueve artículos son católicos y contienen afirmaciones que profesan la fe universal de la Iglesia primitiva (Por excepción de la eucaristía). Como los artículos se escribieron deliberadamente para hacer lugar a una gama de interpretaciones, los anglocatólicos han defendido sus prácticas y creencias como coherentes con los Treinta y nueve artículos. Una tendencia reciente en el pensamiento anglocatólico relacionada con los Treinta y nueve artículos ha incluido la Nueva Perspectiva sobre Pablo.
Los sacerdotes anglocatólicos con frecuencia escuchan confesiones privadas y  ungen a los enfermos, considerando estas prácticas como sacramentos. El clásico aforismo anglicano con respecto a la confesión privada es: «Todos pueden, algunos deberían, pero ninguno debe». Los anglocatólicos también ofrecen plegarias por los difuntos y por la intercesión de los santos; según una cita,  C. S. Lewis, considerado a menudo como anglocatólico debido a su sensibilidad teológica, declaró que:
Rezo por los muertos, por supuesto. La acción es tan espontánea, tan inevitable que sólo el caso teológico más compulsivo me detendría. Y no puedo entender cómo serían escuchadas el resto de mis oraciones si fueran prohibidas las que dedico a los difuntos. A nuestra edad, la mayoría de nuestros seres queridos están muertos. ¿Qué clase de relación podría tener con Dios si mis seres queridos fueran innombrables a él?
Los anglocatólicos también creen en la presencia real de Cristo en la Eucaristía y entienden que la manera como se manifiesta en el sacramento es un misterio de fe. Como los ortodoxos, los anglocatólicos, con excepción de la minoría de los católicos anglicanos, rechazan las doctrinas romanas de la supremacía y la infalibilidad del papa, de acuerdo a la posición anglicana en estos temas, explicada por el clérigo anglocatólico Walter Herbert Stowe:
Los anglocatólicos rechazan todas estas afirmaciones, excepto la de la primacía, por las siguientes razones: (1) no existe evidencia en las Escrituras u otra parte de que Cristo otorgara estos poderes a san Pedro; (2) no existe evidencia de que san Pedro los reclamara para él o sus sucesores; (3) existe fuerte evidencia de que san Pedro erró en un importante asunto de fe durante el incidente de Antioquía, que afectó todo el futuro de la Iglesia y la religión cristiana, y fue un error tan grave que san Pablo se le enfrentó en la cara; (4) no presidió el primer concilio de la Iglesia y no dictó la decisión del mismo; (5) fue obispo de Antioquía antes que de cualquier otro lugar, y, si el reclamo papal es de alguna manera verdadero, el obispo de Antioquía tiene más derecho a esgrimirlo; (6) no existe certeza de que san Pedro estuviera alguna vez en Roma, y a lo sumo se puede decir que es un problema histórico interesante; (7) no existe ninguna evidencia de que otorgara estos poderes a sus sucesores en el obispado de Roma; (8) no hubo una aceptación primitiva de semejantes afirmaciones, y nunca se han aceptado universalmente en cualquier época posterior.
Sin embargo, los anglocatólicos comparten con los católicos romanos la creencia en la naturaleza sacramental del sacerdocio y en el carácter sacrificial de la misa. Una minoría de ellos promueve el celibato sacerdotal. La mayoría, debido al silencio de los Treinta y nueve artículos sobre el asunto, promueve la devoción a la Virgen María, pero no todos adhieren a la doctrina de la mariología; en Inglaterra, es popular la advocación mariana de Nuestra Señora de Walsingham.

### Liturgia
Los anglocatólicos se identifican a menudo por sus prácticas y ornamentos litúrgicos, caracterizados tradicionalmente por los «seis puntos» de la práctica eucarística del último Renacimiento católico:
- Vestiduras litúrgicas.
- Orientación hacia el este del sacerdote en al altar, en lugar del lado norte, práctica evangélica tradicional en el anglicanismo. En la actualidad, muchos anglocatólicos prefieren que el sacerdote «mire a la gente».
- Pan ázimo para la Eucaristía.
- Vino de misa mezclado con agua.
- Incienso.
- Cirios encendidos.

El anglocatolicismo observa muchas otras prácticas católicas tradicionales, como la adoración eucarística. La mayoría de estas «novedades» anglocatólicas se han aceptado entre los anglicanos de la Iglesia general, si no entre los anglicanos evangélicos o de la Baja Iglesia.
En el anglocatolicismo existen varias corrientes litúrgicas:
- Algunos, como los miembros originales del Movimiento de Oxford, usan textos litúrgicos oficiales y anglicanos como el Libro de Oración Común.
- Algunos usan la misa del Concilio Vaticano II.
- Algunos usan la misa tridentina, en inglés o latín, o liturgias basadas en ella, como el Misal inglés o el Misal anglicano.
- Algunos a veces usan el Rito de Sarum medieval, que es muy similar a la misa trindentina, en inglés o latín.

Las preferencias por el inglés isabelino y el inglés moderno varían en el movimiento.
En Estados Unidos, un grupo de anglocatólicos de la Iglesia episcopal del Buen Pastor (Rosemont, Pensilvania) publicó, bajo la rúbrica del Libro de Oración Común de 1979, el Libro del servicio anglicano como «una adaptación tradicional del Libro de Oración Común de 1979 junto con el Libro de los Salmos y otras devociones.» Este libro se basa en el Libro de Oración Común de 1979, pero incluye oficios y devociones en el lenguaje tradicional del Libro de Oración de 1928, que no se encuentran en la edición de 1979. El libro también se inspira en fuentes como el Misal anglicano.
En algunas iglesias anglocatólicas, los reverendos y reverendas son llamados padres y madres.